# WY Большой Медведицы
WY Большой Медведицы (лат. WY Ursae Majoris), HD 233759 — одиночная переменная звезда в созвездии Большой Медведицы на расстоянии (вычисленном из значения параллакса) приблизительно 3975 световых лет (около 1219 парсеков) от Солнца. Видимая звёздная величина звезды — от +10,8m до +10m.

## Характеристики
WY Большой Медведицы — красная пульсирующая медленная неправильная переменная звезда (LB) спектрального класса M5 или M3.